# Trance (2013)
Trance is een Brits-Amerikaans-Franse psychologische thriller uit 2013 die geregisseerd werd door Danny Boyle. De hoofdrollen worden vertolkt door James McAvoy, Vincent Cassel en Rosario Dawson.

## Verhaal
Wanneer het pand van kunsthandelaar Simon overvallen wordt door de criminele bende van Franck, die op zoek is naar het schilderij Vuelo de Brujas (Engels: Witches' Flight) van Francisco Goya, zet Simon meteen de procedure in gang om het schilderij te beschermen. Hij laat het schilderij inpakken, maar wordt overmeesterd door Franck, die een harde klap uitdeelt tegen zijn hoofd. Wat later ontdekt Franck dat het gestolen pakket geen schilderij bevat.
Door de harde klap tegen zijn hoofd lijdt Simon aan geheugenverlies. Hij wordt ontvoerd en gemarteld door de bende van Franck, maar herinnert zich niet meer waar het schilderij is. Vervolgens dwingt Franck hem een hypnotherapeut te bezoeken die hem moet helpen bij het herinneren van de locatie van het schilderij. Simon belandt bij de Amerikaanse Elizabeth Lamb, die in Londen werkzaam is. Elizabeth heeft echter al snel door wat de plannen van de bende zijn en wil een deel van de buit. Simon, Franck en Elisabeth raken vervolgens verwikkeld in een driehoeksverhouding, waarbij Elisabeth als de spin in het web alles probeert te manipuleren.

## Rolverdeling
| Acteur             | Personage                |
| ------------------ | ------------------------ |
| James McAvoy       | Simon                    |
| Vincent Cassel     | Franck                   |
| Rosario Dawson     | Elizabeth                |
| Danny Sapani       | Nate                     |
| Matt Cross         | Dominic                  |
| Wahab Sheikh       | Riz                      |
| Mark Poltimore     | Francis Lemaitre         |
| Tuppence Middleton | Jonge vrouw in rode auto |
| Simon Kunz         | Chirurg                  |

## Productie
Na zijn debuutfilm Shallow Grave (1994) kreeg regisseur Danny Boyle van Joe Ahearne diens scenario Trance toegezonden. Ahearne hoopte dat Boyle hem kon adviseren en aanmoedigen in het maken van de film. Boyle beschouwde het scenario als een moeilijk project voor een beginnende filmmaker. In 2001 verfilmde Ahearne het scenario zelf als een tv-film. Meer dan een decennium later nam Boyle contact op met Ahearne om Trance opnieuw te verfilmen. Het verhaal van Ahearne werd voor het project door scenarist John Hodge, met wie Boyle al herhaaldelijk had samengewerkt, bewerkt.
In mei 2011 werd Michael Fassbender gecast als Franck, maar hij moest de productie verlaten omdat hij aan een ander project verbonden was. Ook Colin Firth werd overwogen voor de rol die uiteindelijk naar Vincent Cassel ging. Voor het personage Elisabeth werden onder meer Scarlett Johansson, Mélanie Thierry en Zoe Saldana overwogen.
De opnames gingen in september 2011 van start. Na afloop van de opnames werd de productie tijdelijk stilgelegd zodat Boyle kon meewerken aan de openingsceremonie van de Olympische Spelen in Londen. In augustus 2012 werd de filmproductie verdergezet. Boyle had de intentie om de film in New York te laten plaatsvinden, maar door zijn betrokkenheid bij de Olympische Spelen moest in hij in het Verenigd Koninkrijk blijven, waardoor Trance uiteindelijk in Londen en Kent opgenomen werd.
De muziek werd gecomponeerd door Rick Smith, lid van de band Underworld, waarvan Boyle eerder al nummers had gebruikt voor de films Trainspotting (1996), A Life Less Ordinary (1997), The Beach (2000) en Sunshine (2007). Smith had met Boyle ook samengewerkt aan de openingsceremonie van de Olympische Spelen.
Op 19 maart 2013 ging de film in première in Londen.